# Patrick Erras
Patrick Erras (* 21. Januar 1995 in Amberg) ist ein deutscher Fußballspieler. Der defensive Mittelfeldspieler, der auch als Innenverteidiger spielen kann, steht bei Holstein Kiel unter Vertrag.

## Karriere
Der Oberpfälzer Erras begann seine Karriere im Jahr 2000 in seinem Geburtsort beim SV Raigering und wechselte 2007 in die Jugend des 1. FC Nürnberg. Mit der B-Jugend gewann er in der Saison 2011/12 die Staffel Süd/Südwest der B-Junioren-Bundesliga. Zwei Jahre später stieg er mit der U19 in die A-Junioren-Bundesliga auf. Zur Spielzeit 2014/15 rückte Erras zur zweiten Mannschaft auf, die in der Regionalliga Bayern spielt. Am 15. August 2014 erzielte er bei einer 1:3-Heimniederlage gegen den 1. FC Schweinfurt 05 sein erstes Regionalliga-Tor.
Am 13. September 2015 stand Erras für das Ligaspiel gegen die SpVgg Greuther Fürth erstmals im Kader der ersten Mannschaft, kam jedoch nicht zum Einsatz. Am 17. Oktober 2015 debütierte er bei einem 1:1 im Heimspiel gegen den FSV Frankfurt in der 2. Bundesliga. Am 7. November 2015 erzielte er im Auswärtsspiel beim 1. FC Union Berlin in der 75. Minute sein erstes Pflichtspieltor mit dem Treffer zum 3:3-Endstand. Mitte Dezember 2015 verlängerte Erras seinen Vertrag in Nürnberg vorzeitig. Am 17. März 2016 zog sich Erras im Training einen Kreuzbandriss im rechten Knie zu und fiel über ein Jahr aus. In der Saison 2017/18 wurde er mit Nürnberg Vizemeister und stieg somit in die Bundesliga auf. Dort konnte Erras mit seiner Mannschaft die Klasse nicht halten. Nach der Saison 2019/20, in der Nürnberg in der Relegation gegen den FC Ingolstadt 04 den Abstieg in die Drittklassigkeit verhinderte, entschied sich Erras gegen eine Verlängerung seines Vertrages und verließ die Nürnberger.
Zur Saison 2020/21 wechselte er zum Bundesligisten Werder Bremen. Am Ende der Spielzeit stieg Erras mit Bremen in die 2. Bundesliga ab.
Zur Saison 2021/22 wechselte Erras zum Zweitligakonkurrenten Holstein Kiel, bei dem er einen Vertrag bis zum 30. Juni 2024 unterschrieb.

## Erfolge
- Aufstieg in die Bundesliga: 2018 (1. FC Nürnberg), 2024 (Holstein Kiel)
- Aufstieg in die A-Junioren-Bundesliga: 2014
- Meister der B-Junioren-Bundesliga Süd/Südwest: 2012